# イニィエ・トゥリンクーニエニエ
イニィエ・トゥリンクーニエニエ (リトアニア語: Inija Trinkūnienė 1951年10月25日 - ) は、リトアニア・ケルメ出身の民族学者、民俗学者、社会学者、心理学者。民族音楽バンド・クールグリンダのリーダーで、バルト・ネオペイガニズムの宗教ロムヴァの首長の一人。2014年に夫でロムヴァの初代大祭司（クリーヴュ）のヨーナス・トゥリンクーナスが死去したのち、大祭司職を引き継いだ。